# Neckera praelonga
Neckera praelonga là một loài rêu trong họ Neckeraceae. Loài này được Lorentz mô tả khoa học đầu tiên năm 1866.